# Nasser Al-Shimli
Nasser Ali Al-Shimli (15 febbraio 1989) è un calciatore omanita, difensore dell'Al-Oruba.

## Carriera

### Club
Ha sempre giocato nel campionato omanita.

### Nazionale
Ha esordito in Nazionale nel 2009.